# متحف ستادل

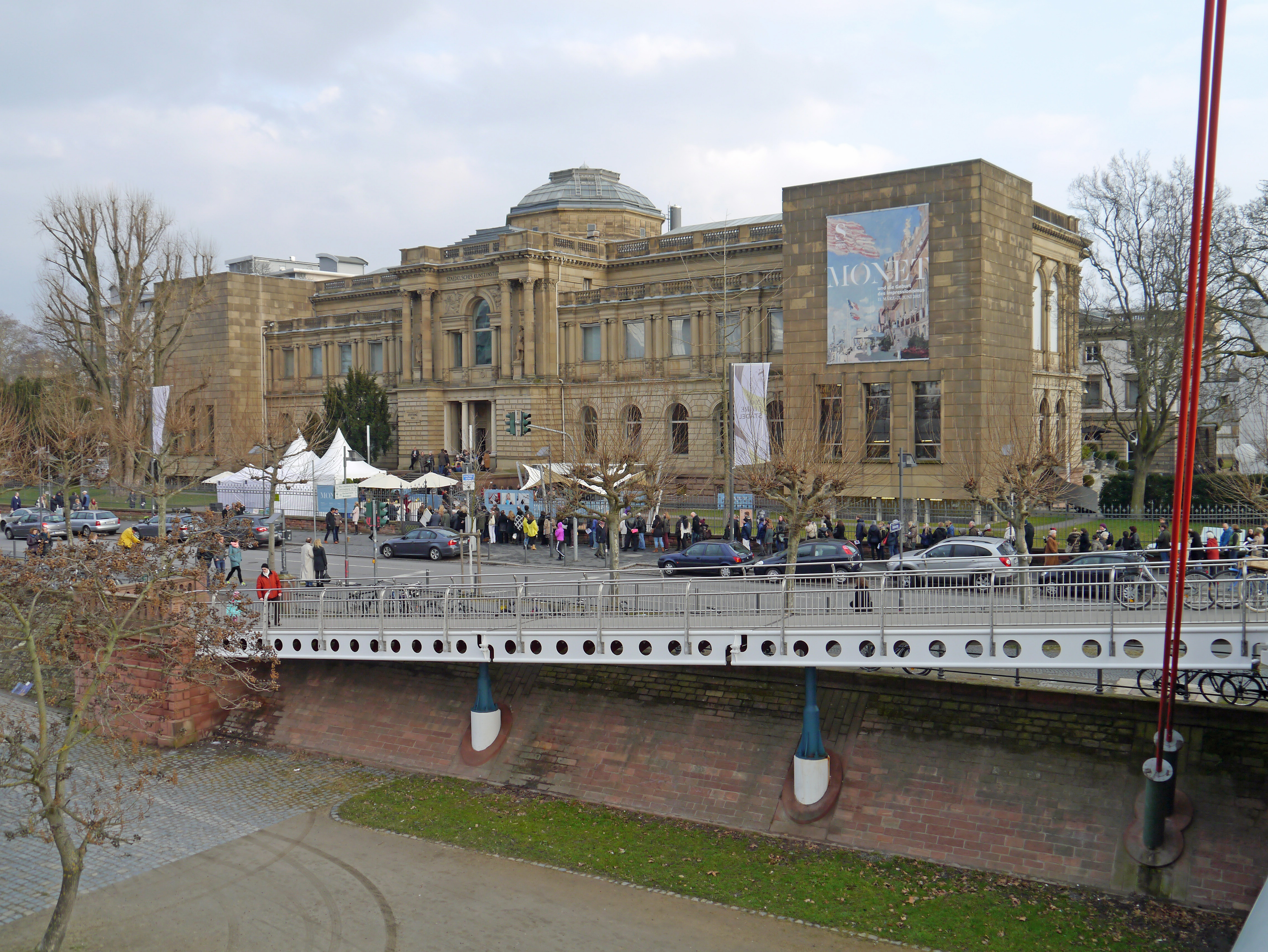
متحف ستادل، مارس 2015

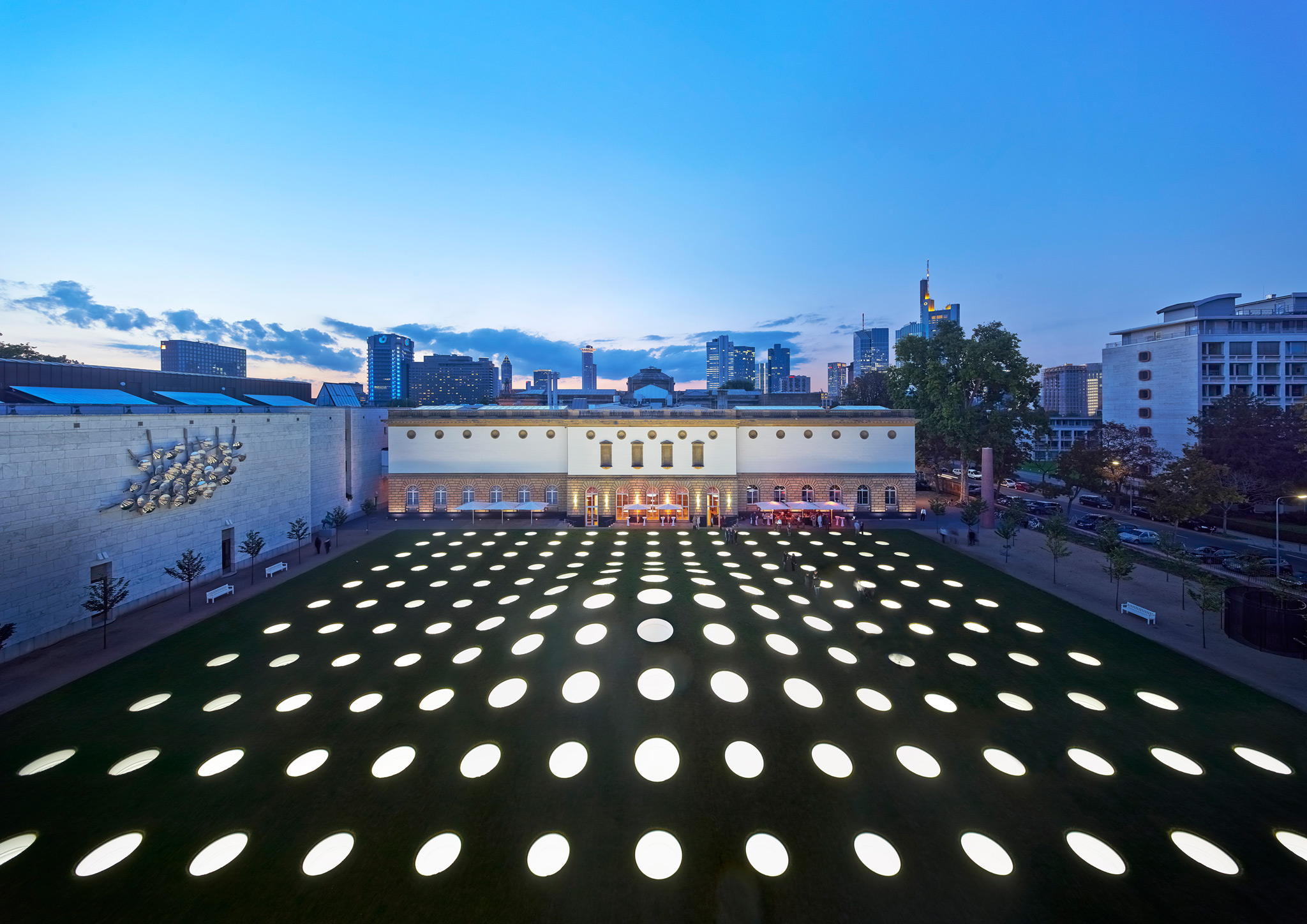
متحف ستادل مع حديقة ستادل، أكتوبر 2014

متحف ستادل رسميًا (Städelsches Kunstinstitut und Städtische Galerie)، هو متحف فني في فرانكفورت ألمانيا، مع واحدة من أهم المجموعات في ألمانيا. يمتلك متحف ستادل 3100 لوحة و660 منحوتة وأكثر من 4600 صورة فوتوغرافية وأكثر من 100000 رسم ومطبوعات. لديها حوالي 4000 متر مربع من العرض ومكتبة تضم 115000 كتاب.
تم تكريم متحف ستادل كـ «متحف العام 2012» من قبل جمعية نقاد الفن الألماني AICA في عام 2012. وسجل المتحف في نفس العام أعلى نسبة حضور في تاريخه، بواقع 447,395 زائرًا. في عام 2020، استقبل المتحف 318732 زائرًا، بانخفاض 45 في المائة عن عام 2019، بسبب وباء كوفيد 19. احتلت المرتبة 71 في قائمة المتاحف الفنية الأكثر زيارة في عام 2020.

## التاريخ
تأسس ستادل في عام 1817، وهو أحد أقدم المتاحف في متحف المتاحف في فرانكفورت، أو جسر المتحف. جاء التأسيس بعد وصية من قبل مصرفي فرانكفورت وراعي الفن (1728 - 1816)، الذي ترك منزله وجمع ثروته الفنية مع طلب في وصيته أن يتم إنشاء المعهد.
في عام 1878، تم تشييد مبنى جديد، على طراز جروندرزيت، في شارع شوماينكاي، حاليًا منطقة المتاحف الرئيسية. مع بداية القرن العشرين، كان المعرض من بين أبرز المجموعات الألمانية للفن الكلاسيكي لعموم أوروبا. المجموعات الأخرى المفتوحة للجمهور كانت معرض دريسدن، وألت بيتاكوتيك في ميونيخ، ومتحف التيس في برلين.

### الحرب العالمية الثانية
في عام 1937، تمت مصادرة 77 لوحة و700 مطبوعة من المتحف عندما أعلن الاشتراكيون الوطنيون أنها «فن منحط».
في عام 1939، تم نقل المجموعة من فرانكفورت لحمايتها من التلف في الحرب العالمية الثانية. تمت إزالة مجموعة متحف ستادل من المتحف لتجنب تدميرها من قصف الحلفاء، وتم تخزين المجموعة في شلوس روسباخ، وهي قلعة يملكها بارون ثونجن بالقرب من باد بروكناو في بافاريا. هناك، اكتشف الملازم توماس كار هاو، من USN، من برنامج الآثار والفنون الجميلة والمحفوظات الأمريكية لوحات المتحف والمكتبة. على الرغم من أن البارون فون ثونجن وزوجته لم يتعاونا مع الأمريكيين، كان فراو دكتور هولزينجر، وهو طبيب مرخص والزوجة السويسرية لمدير متحف سادل، حاضرًا في الموقع وساعد في فهرسة وإزالة العناصر إلى نقطة التجميع المركزية في ميونيخ. قال الملازم هاو، «كانت الغرفة الأولى التي تم تفتيشها هي مكتبة مجاورة لغرفة الجلوس التي كنا ننتظرها. وجدنا هنا كمية من اللوحات الانطباعية الفرنسية الممتازة، وكلها من المجموعة الدائمة لمتحف سادل، وعدد كبير من رسومات اولد ماستر الرائعة. كانت معظم هذه بالمثل ملكًا للمتحف، لكن القليل أتذكر رسمًا رائعًا لرامبرانت يبدو أنه جاء من سويسرا. وبطبيعة الحال، يجب النظر في هذه الأشياء لاحقًا لتحديد أصلها بالضبط وكيف تم إعارة المتحف. لكن في الوقت الحالي، كنا مهتمين في المقام الأول بظروف التخزين ومشكلة الأمن. في غرفة أخرى وجدنا مجموعة هائلة من الكتب، مكتبة أحد متاحف فرانكفورت. في الثلث، واجهنا مجموعة من المنحوتات في العصور الوسطى قديسون من جميع الأحجام والأوصاف، بعضها من الخشب المنحوت، والبعض الآخر من الحجر، عادي أو متعدد الألوان. كانت هذه أيضًا من أصل متحفي. كانت آخر غرفة تخزين تحت الأرض، غرفة واسعة وكهفية أسفل المنزل. كان هنا صفًا تلو صفًا من الصور، مكدسة في مستويين أسفل وسط الغرفة وأيضًا على جانبين. مما يمكن أن نصنعه منهم في ضوء ضعيف، لم يكونوا بجودة عالية. خلال أشهر الصيف، سيكونون على ما يرام في الغرفة تحت الأرض، لكننا اعتقدنا أن المكان سيكون رطبًا جدًا في الشتاء. أكد لنا فراو هولزينغر أن هذا كان صحيحًا وأنه يجب إزالة الصور قبل حلول الطقس السيئ».

### التجديدات
تعرض المعرض لأضرار كبيرة بسبب الغارات الجوية في الحرب العالمية الثانية وأعيد بناؤه بحلول عام 1966 بعد تصميم المهندس المعماري في فرانكفورت يوهانس كران. تم تشييد مبنى توسعي لعرض أعمال القرن العشرين والمعارض الخاصة في عام 1990، صممه المهندس المعماري النمساوي جوستافبيشل. حدثت تغييرات وتجديدات هيكلية صغيرة من 1997 إلى 1999.
تم تصميم أكبر امتداد في تاريخ المتحف مخصص لعرض الفن المعاصر من قبل شركة الهندسة المعمارية في فرانكفورت وافتتح في فبراير 2012.

## التوسع الرقمي
يعمل متحف ستادل حاليًا على توسيع نطاق أنشطته وتواصله بشكل كبير من خلال التوسع الرقمي الكبير بمناسبة الذكرى المئوية الثانية لتأسيسه في عام 2015. يتوفر بالفعل للزوار معرض «رقمي» وإمكانية الوصول المجاني إلى شبكة واي فاي في جميع أنحاء المتحف وأراضيه. اعتبارًا من مارس، سيقدم المتحف للزوار تطبيق ستادل جديدًا، وإمكانية الاستماع إلى أدلة صوتية على أجهزتهم الخاصة، وخزانة جديدة للفضول الرقمي. العديد من المشاريع الأخرى قيد التطوير حاليًا بما في ذلك منصة عرض عبر الإنترنت؛ ألعاب الكمبيوتر التعليمية للأطفال. دورات في تاريخ الفن عبر الإنترنت وكتاب فني رقمي.

## مجموعة
يحتوي متحف ستادل على لوحات أوروبية من سبعة قرون، بدءًا من أوائل القرن الرابع عشر، وانتقل إلى أواخر العصر القوطي وعصر النهضة والباروك وحتى القرنين التاسع عشر والعشرين والواحد والعشرين. المجموعة الكبيرة من المطبوعات والرسومات ليست معروضة بشكل دائم وتحتل الطابق الأول من المتحف. يمكن عرض الأعمال على الورق غير المعروضة عن طريق التعيين.
يحتوي المعرض على قسم للحفظ يقوم بأعمال الحفظ والترميم على المجموعة.

### أعمال محددة
- روبرت كامبين، لوحات فليمال، كاليفورنيا. 1428-1430، تقنية مختلطة، 160.2 × 68.2سم، 151.8 × 61سم، 148.7 × 61سم
- جان فان إيك، لوكا مادونا، كاليفورنيا. 1437، تقنية مختلطة، 66 × 50 سم
- فرا أنجيليكو، مادونا والطفل مع اثني عشر ملائكة، 1430-1433، تمبرا على لوح، 37 × 27 سم
- روجير فان دير وايدن، ميديسي مادونا، ج. 1460-1464، زيت على لوح، 61.7 × 46.1 سم
- هيرونيموس بوش، إيس هومو، ج. 1476، زيت على لوح، 75 × 61 سم
- ساندرو بوتيتشيلي، صورة لامرأة شابة، 1480-1885، تقنية مختلطة على لوحة من خشب الحور،82 × 54سم
- بارتولوميو فينيتو، صورة لامرأة شابة، بين 1500 و1530، تقنية مختلطة على لوحة من خشب الحور، 44 × 34 سم
- رامبرانت فان راين، عمى شمشون، 1636، زيت على قماش، 205 × 272 سم
- يوهانس فيرمير، الجغرافي ، 1668-1669، زيت على قماش، 52 × 45.5 سم
- يوهان هاينريش فيلهلم تيشباين، جوته في رومان كامبانا، 1787، زيت على قماش، 164 × 206 سم
- إدغار ديغا، 1872، لوحة زيتية على قماش، 69 × 49 سم

يضم المتحف أيضًا أعمالًا للفنان الألماني ماكس بيكمان من القرن العشرين.

### صالة عرض

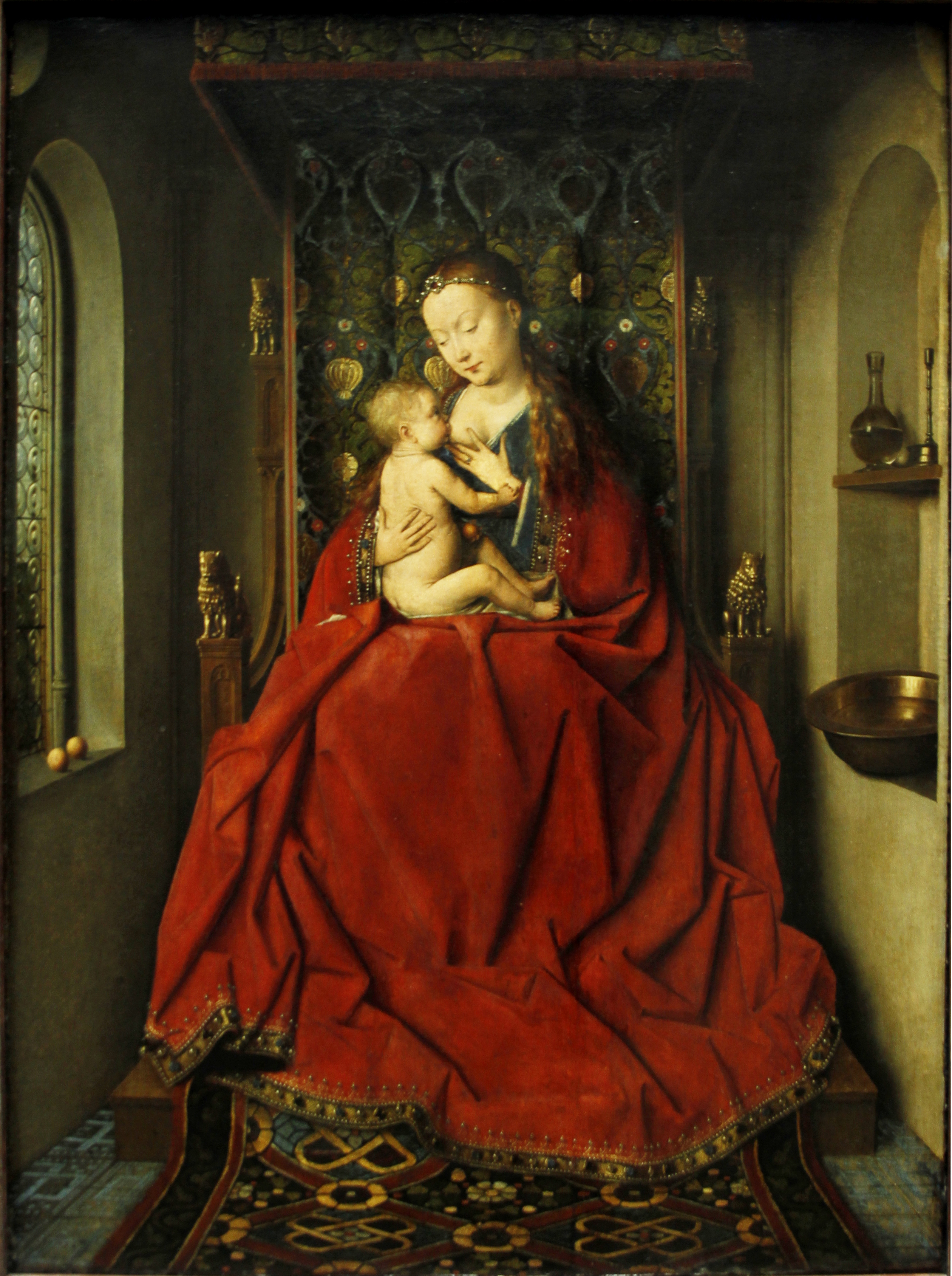
جان فان إيك، لوكا مادونا
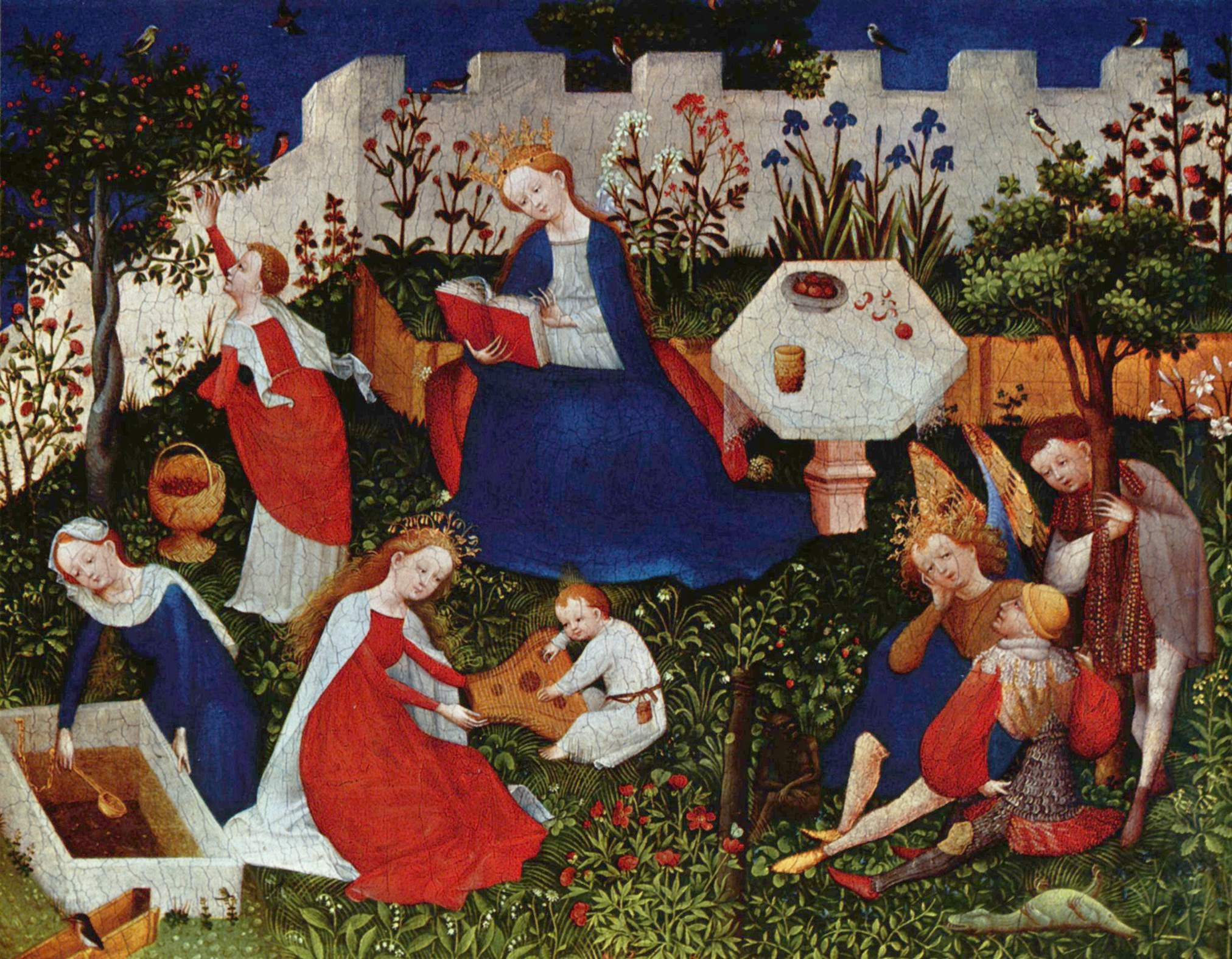
سيد من الراين الأعلى، حديقة الجنة
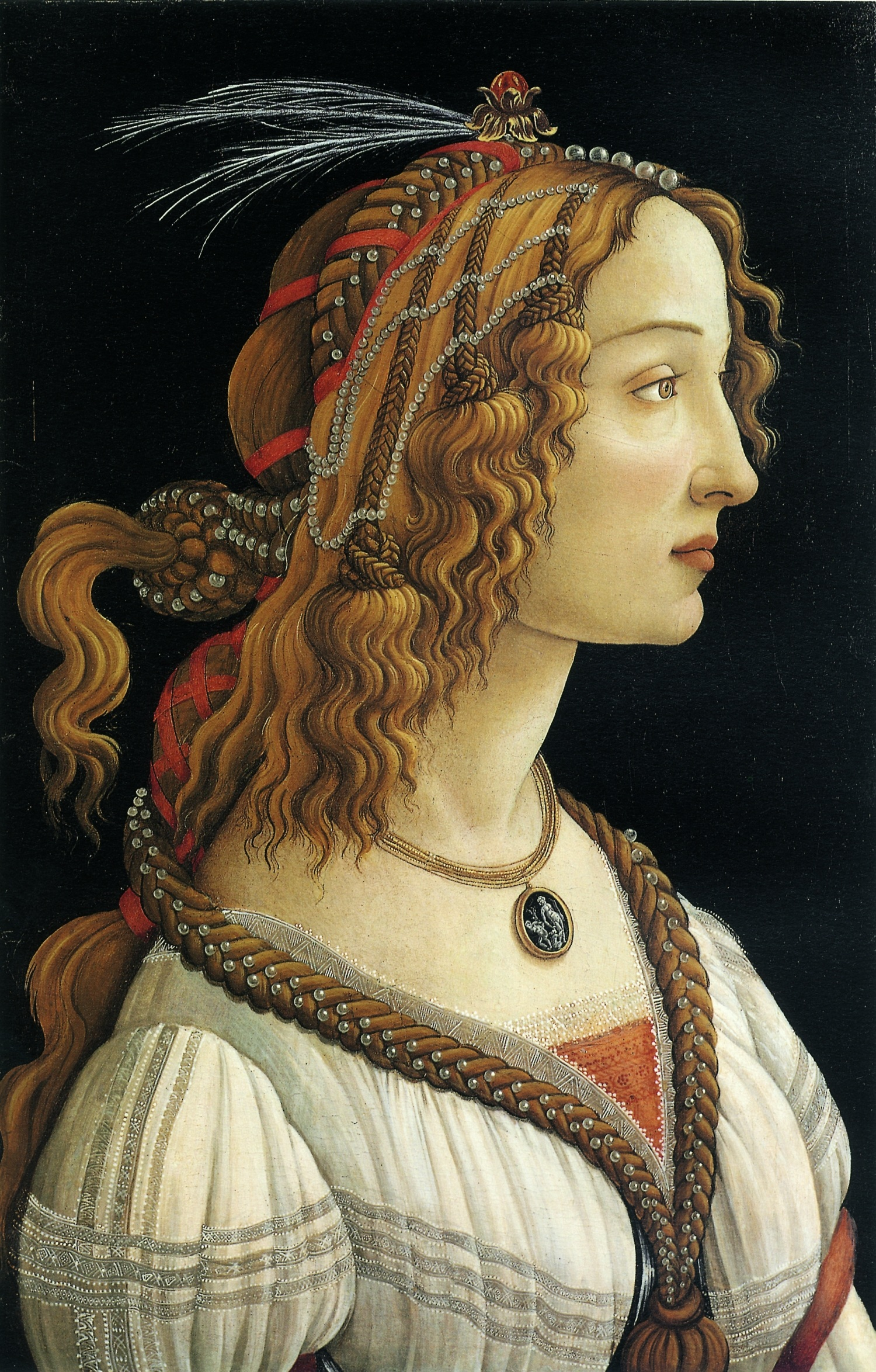
ساندرو بوتيتشيلي صورة لامرأة شابة
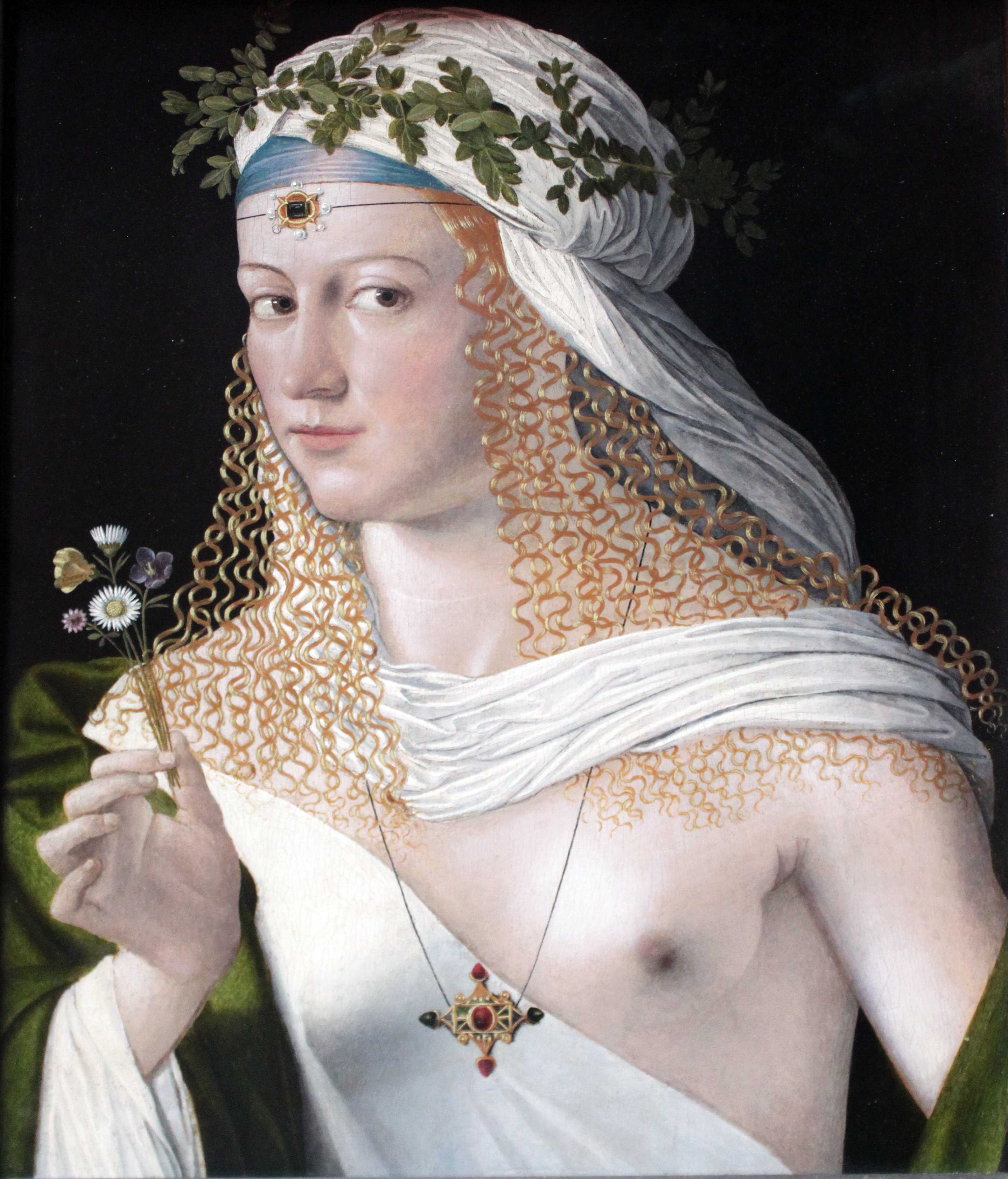
بارتولوميو فينيتو، صورة لامرأة شابة
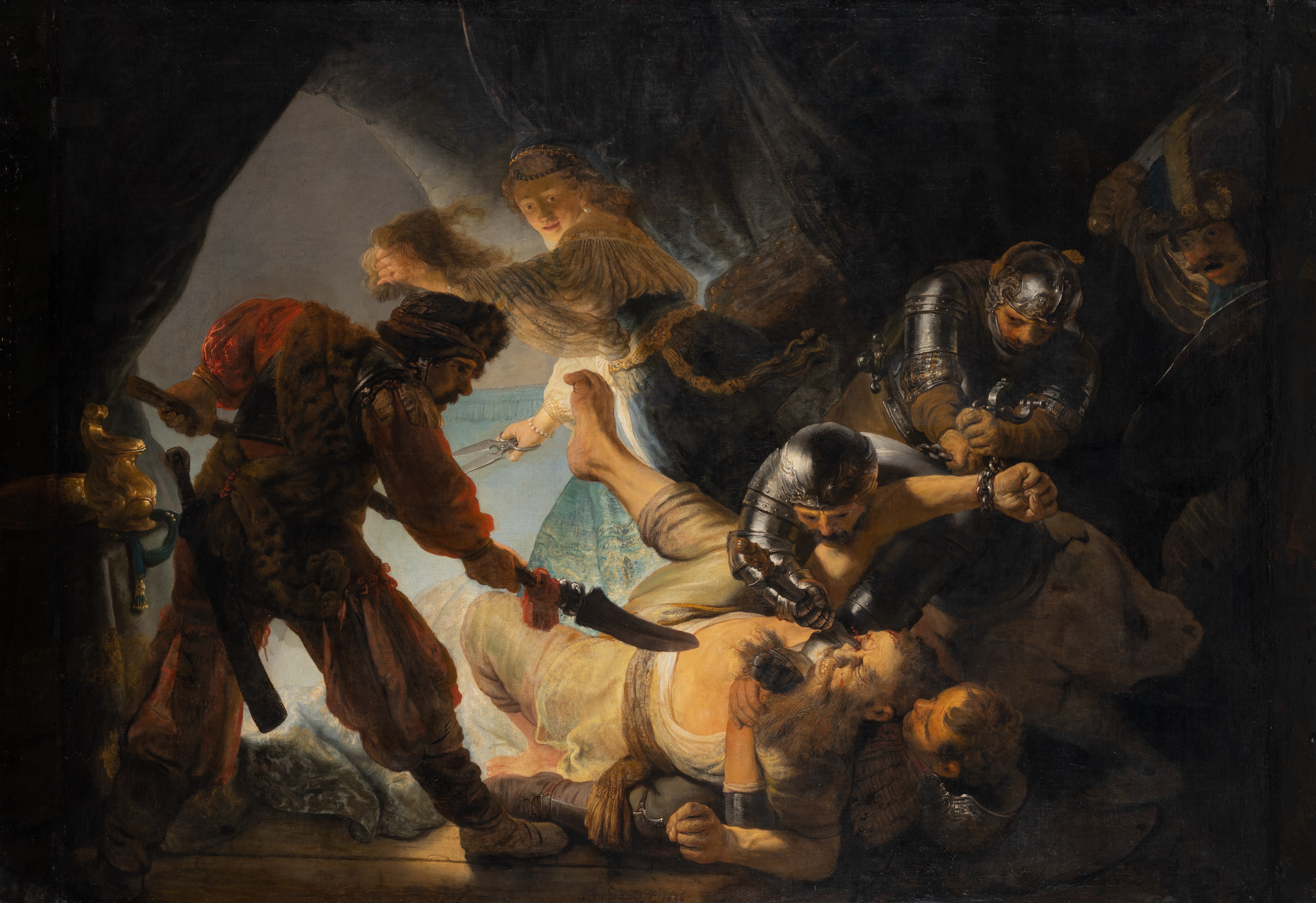
رامبرانت هارمينز فان راين، عمى شمشون
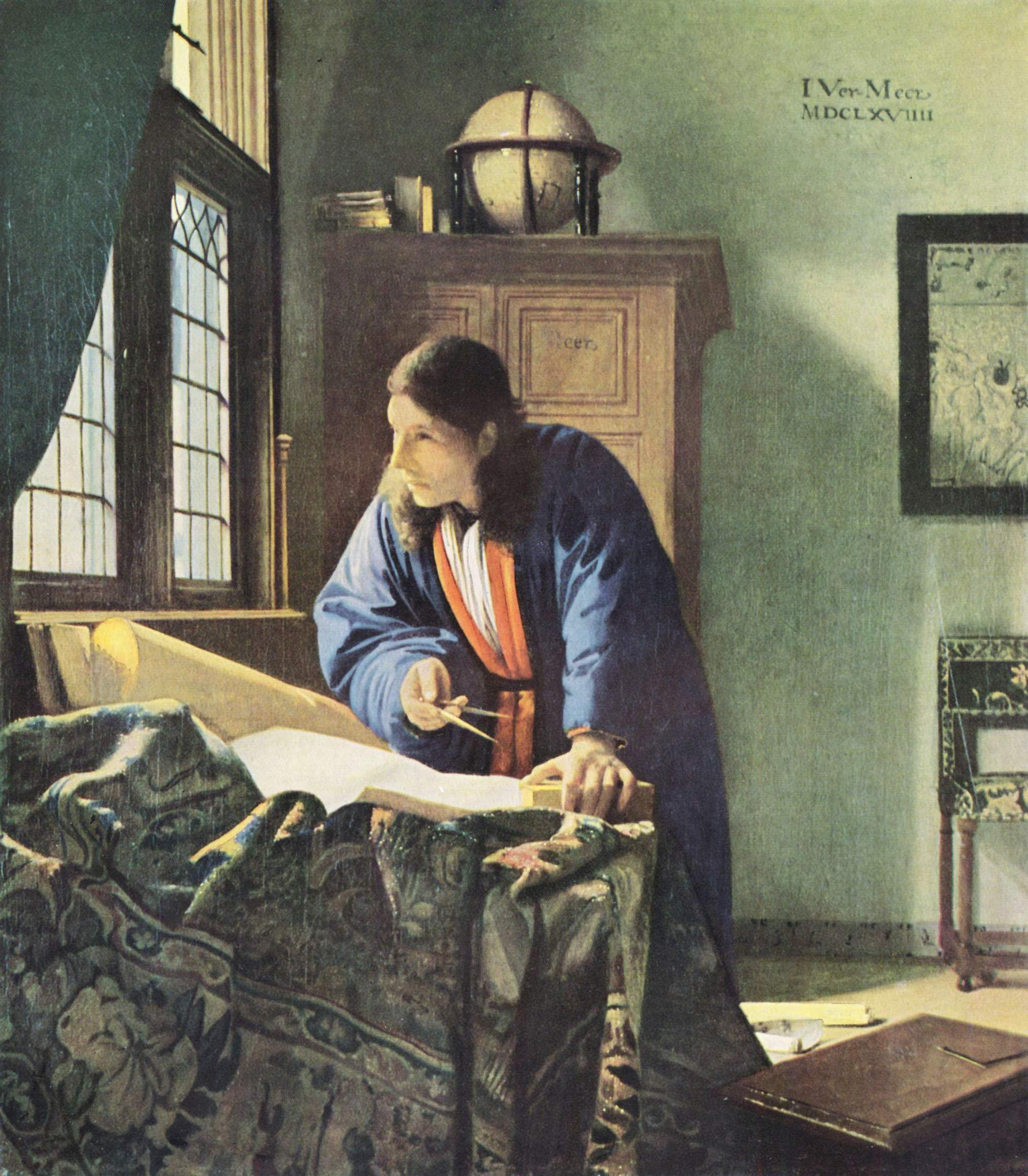
يوهانس فيرمير، الجغرافي  [لغات أخرى]‏
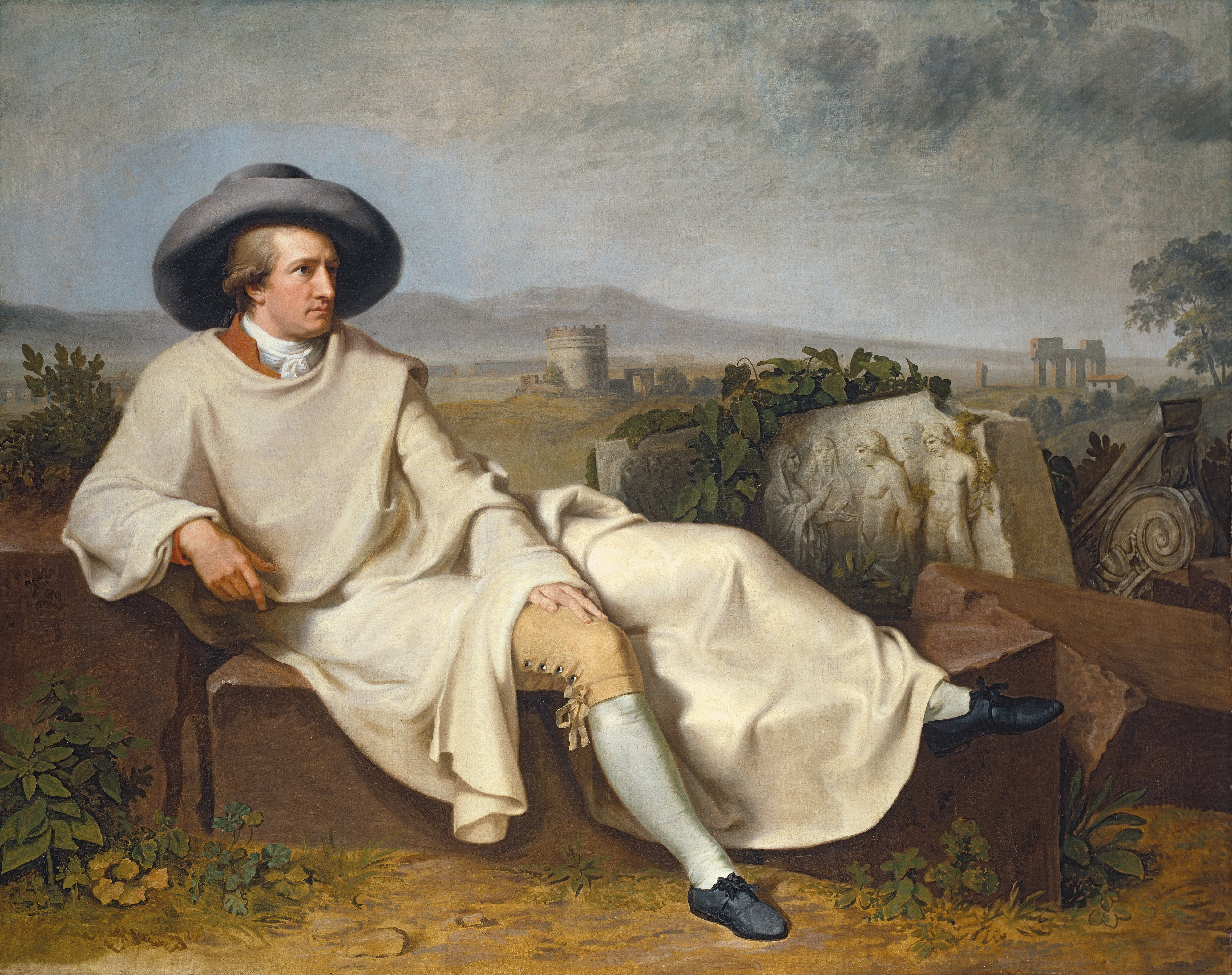
يوهان هاينريش فيلهلم تيشباين، جوته في رومان كامبانا
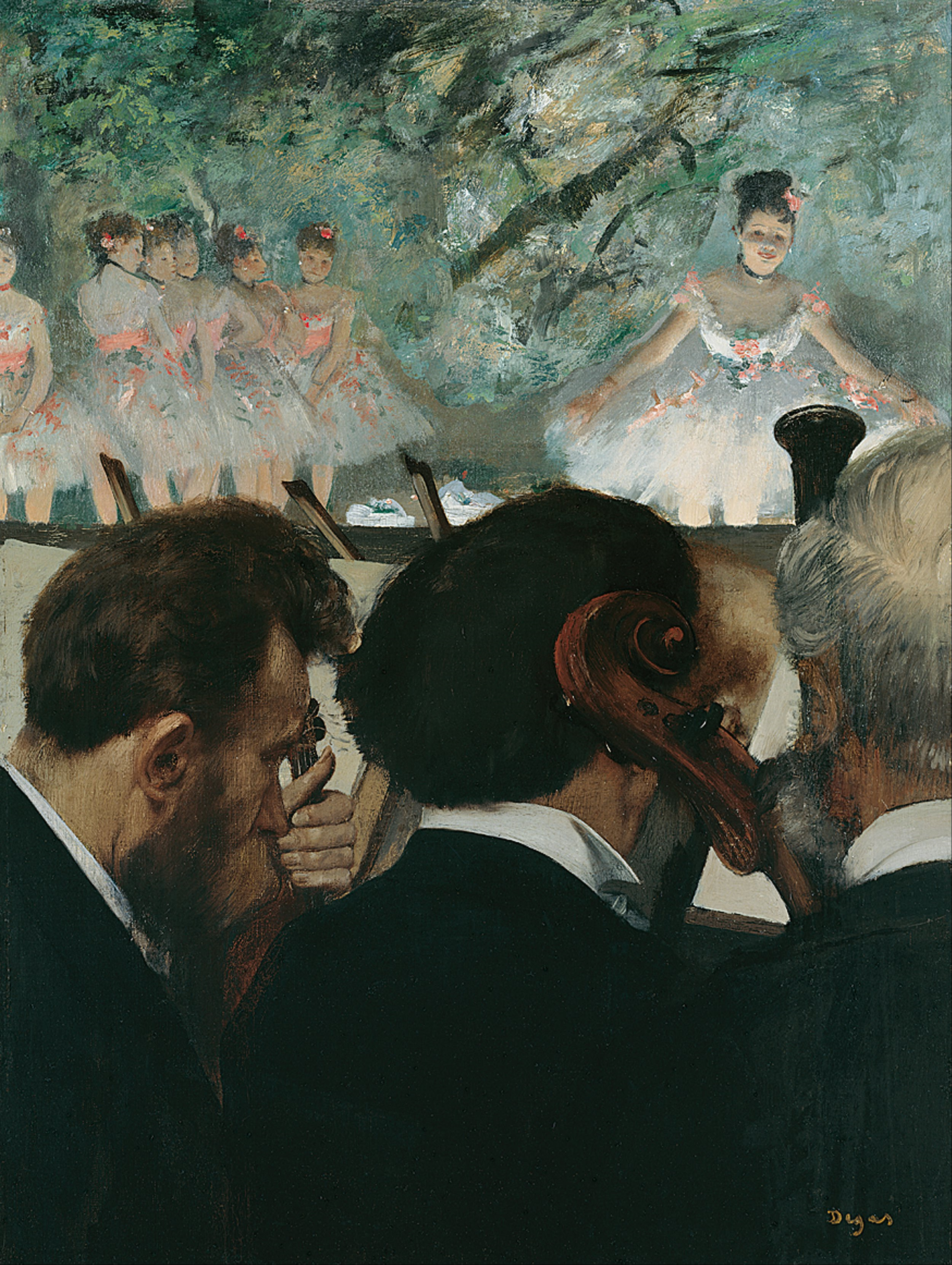
إدغار ديغا

## المدراء
مديرو متحف ستادل:
- كارل فريدريش ويندلشتات 1817-1840
- فيليب فيت 1830-1843
- يوهان ديفيد باسافانت 1840-1861
- غيرهارد مالس 1861-1885
- جورج كولباتشر 1885 - 1889
- هنري ثود 1889 - 1891
- هاينريش فايزساكر 1891–1904
- لودفيج جستي 1904–1905
- جورج سوارزينسكي 1906-1937
- إرنست هولزينغر 1938-1972
- كلاوس غالويتز 1974-1994
- هربرت بيك 1994-2006
- ماكس هولين 2006-2016
- فيليب ديماندت منذ عام 2016

## المؤلفات
- Eva Mongi-Vollmer: متحف Meisterwerke im Städel . متحف Städel ، فرانكفورت 2007.(ردمك 3-9809701-3-2)
- بودو برينكمان: داس شتيدل، فرانكفورت أم ماين . Prestel Verlag (Prestel-Museumsführer)، ميونيخ 1999،(ردمك 3-7913-2204-4)
- Bodo Brinkmann und Stephan Kemperdick: Deutsche Gemälde im Städel 1500–1550 (Kataloge der Gemälde im Städelschen Kunstinstitut Frankfurt am Main، hrsg. von Herbert Beck und Jochen Sander). Verlag Philipp von Zabern، Mainz 2005،(ردمك 978-3-8053-3350-4)
- John Charles Van Dyke (1914)، "Staedel Institute, Frankfort"، Munich, Frankfort, Cassel: critical notes on the Old Pinacothek, the Staedel Institute, the Cassel Royal Gallery، New York: C. Scribner's Sons، مؤرشف من الأصل في 2021-07-01

## روابط خارجية
الموقع الرسمي